# 趙欽 (弘治進士)
趙欽（1453年—？），字思敬，應天府句容縣人，民籍，明朝官员。

## 生平
成化十九年（1483年）癸卯科應天府鄉試第十九名。弘治三年（1490年）庚戌科第三甲第五十四名進士。官南京工科給事中。弘治十七年（1504年），爆出趙欽養病期間，強迫鄉民賣墓為地，發掘墓冢九十二座。又發宋葉學士墓，碎其墓誌石，又強娶子女，因此論絞。

## 家族
曾祖趙齡；祖父趙德成；父趙瑜，母王氏。慈侍下。兄鑑。弟鉞、錦。